# Illa Unga
L'illa Unga (en aleuta Uĝnaasaqax̂) és l'illa més gran de les illes Shumagin, a la península d'Alaska, a l'estat d'Alaska, Estats Units. Té una superfície terrestre de 442,188 km² i el 2008 estava deshabitada.
Inicialment fou coneguda com a Grekodelierovskoe en honor al capità Delarov que va explorar la zona a finals del segle XVIII en nom de la Companyia Russo-Americana.
El 1968 va ser designada National Natural Landmark pel Servei de Parcs Nacionals.